# اولفن‌هاوت
اولفنهوت (به هلندی: Ulvenhout) یک منطقهٔ مسکونی در هلند است که در بردا واقع شده‌است. اولفنهوت ۵٬۰۰۰ نفر جمعیت دارد.